# Típica 73
 (avril 2024).
Si vous disposez d'ouvrages ou d'articles de référence ou si vous connaissez des sites web de qualité traitant du thème abordé ici, merci de compléter l'article en donnant les références utiles à sa vérifiabilité et en les liant à la section « Notes et références ».
Típica 73 est un groupe américain de musique cubaine et de salsa, originaire de New York, actif entre 1973 et 1982.

## Histoire
Tout commence en 1972 lorsque des musiciens se sont réunis lors de descargas (« jam session » en français) dans une discothèque de New York, le And Vinny’s (dans le centre-ville de Manhattan) : Johnny « Dandy » Rodríguez, bongocero et percussionniste qui jouait avec Ray Barretto, Alfredo de La Fé, Orestes Vilato et Jimmy Sabater, puis, plus tard, Elio Osacar « Sonny Bravo », Leopoldo Pineda et Nelson González,,.
En 1973, Típica 73 enregistre son premier album éponyme sur le label INCA, label de la Fania que dirige Jerry Masucci. Leur but est d'expérimenter des nouveaux sons et non interpréter des chansons traditionnelles cubaines comme la majorité de groupes. Ils révolutionnent les rythmes de la guajira (Oye mi Guajira), son cubain, Mozambique et guaguanco. On trouve aussi sur cet album la Descarga 73.
Leur deuxième album s'appelle aussi Típica 73.  Le tresero Nelson González (qui jouait avec Ismael Miranda rejoint le groupe qui souhaitait un son plus traditionnel de son cubain. En 1975, ils enregistrent l'album La Candela, qui comporte des compositions de Juan Formell. Adalberto Santiago, Orestes Vilató, Joe Manozzi et Nelson González quittent la Tipica 73 pour former un autre groupe, Los Kimbos. Tito Allen (chanteur de Ray Barretto) remplace Adalberto Santiago, et de nouveaux musiciens intègrent le groupe : le violoniste Alfredo de La Fé, le « Maestro » Gonzalo Fernández, virtuose de la flûte et du saxophone et le trompettiste Cubain Lionel Sanchez.
En 1976, ils sortent l'album Rumba Caliente, produit par le virtuose Louie Ramírez avec notamment Pare cochero (reprise d'Arsenio Rodriguez) et Guaguanco de los violentos. En 1977 le chanteur panaméen Camilo Azuquita remplace Tito Allen. De nouveau musiciens intègrent le groupe : Dick Mesa (saxophone ténor) qui vient apporter une touche de jazz et Nicolas Marrero. Le groupe s'oriente vers un style avant-gardiste, très différent du concept initial inspiré par La Sonora Matancera. Le nouvel album, The Two Sides of Típica 73 a des airs latin jazz et incorpore un rythme nouveau, le songo. En 1978, ils enregistrent l'album Salsa encendida produit par Louie Ramírez, avec un nouveau chanteur, José Alberto « El Canario », en plus de Camilo Azuquita (qui envisage de quitter le groupe). Les deux chanteurs interprètent un duo ensemble, Xiomara.  Le succès est tel que le groupe part en tournée en Amérique et en Europe. Camilo Azuquita décide de s'installer en France vers la fin de la tournée. Johnny « Dandy » Rodríguez avait eu des contacts entre 1973 et 1974 avec des musiciens de jazz ou de salsa cubains Jerry Massuci, qui avait étudié à Cuba, les y emmène pour y rencontrer Juan Formell, Pancho Fellove, Changuito, Tata Güines, Guillermo Barreto, Richard Egües, Juan Pablo Torres, et Felix Chapotin. De cette rencontre naîtra l'album Típica’73 en Cuba, Intercambio Cultural.
En 1980, ils sortent consécutivement les albums Charangueando con Típica (hommage à la Charanga, avec des arrangements de Sonny Bravo) et Into the 80’s avec la participation de Mario Bauzá, Rafael Cortijo, Kako et Yomo Toro. Les médias et imprésarios les boycottent pour raisons politiques à cause de leur voyage à Cuba, et le groupe cesse.
Depuis Adalberto Santiago a rejoint Ray Barretto et la Fania All Stars. José Alberto « El Canario » continue une carrière solo couronnée de succès. Alfredo de La Fé vit quelque temps en Italie puis est s'installe à New York. Camilo Azuquita vit en France et continue une carrière solo. Johnny Rodríguez joue avec Eddie Palmieri y su Perfecta II. Sonny Bravo joue dans un quartet de jazz et participe à des albums de salsa, notamment en tant qu'arrangeur. Nelson González est le chef d'orchestre d'un groupe « underground » new-yorkais. Nicolas « Nicky » Marrero fabrique et donne des cours de percussions. En 1999, Típica 73 se reforme à nouveau à Porto Rico et enregistre l'album Típica’73 en Vivo.
En mai 2003, pour les 30 ans de la formation du groupe, tous les musiciens de la Típica’73 (à l'exception d'Orestes Vilató et de Johnny « Dandy » Rodríguez) donnent un concert au club Copacabana à New York.

## Membres
Le groupe s'est formé avec à l'origine :
- Johnny « Dandy » Rodriguez Jr - bongos
- Adalberto Santiago, ancien membre du groupe de Ray Barretto - chant
- Dave Perez (ancien membre du groupe de Ray Barretto) - basse
- Rene López (ancien membre du groupe de Ray Barretto) - trompette
- Orestes Vilató, ancien membre du groupe de Ray Barretto - timbales
- Elio Osacar « Sonny Brav » ancien membre du groupe de Jose Fajardo - piano
- Joseph « Joe » Manozzi, ancien membre de La Flamboyan - trompette
- Leopoldo Pineda, ancien membre du groupe de Larry Harlow - trombone

## Discographie
- 1973 : Típica’73
- 1974 : Típica’73 vol. 2
- 1978 : La Candela
- 1976 : Rumba Caliente
- 1977 : The Two Sides of Típica 73
- 1978 : Salsa Encendida
- 1979 : Típica’73 en Cuba, Intercambio Cultural'
- 1980 : Charangueando con Típica
- 1980 : Into the 80’s, avec la participation de Mario Bauzá, Rafael Cortijo, Kako et Yomo Toro.